# Végtelen szerelem (televíziós sorozat)
A Végtelen szerelem (eredeti cím: Kara Sevda) 2015-től 2017-ig futott török televíziós sorozat, amelyet az Ay Yapım készített. A sorozatot Hilal Saral rendezte, a forgatókönyvét Özlem Yılmaz és Burcu Görgün írta, a producere Kerem Çatay volt, a zenéjét Toygar Işıklı szerezte. Törökországban 2015. október 14-e és 2017. június 21-e között a Star TV, Magyarországon 2016. november 24-e és 2018. április 27-e között a Duna TV-n tűzték műsorra.
A sorozat két évadból tevődik össze, amelynek rendkívül találó címe a végtelen szerelem, ugyanis olyan szerelmi viszonyokat testesít meg, melyek soha nem teljesülhetnek be, ugyanakkor az egyik fél részéről mindig viszonzatlan marad. Egyetlen igaz szerelem lett beépítve a történetbe, azonban ahhoz, hogy ez kiteljesedjen számos akadályozó tényező okoz nehézségeket. Éppen ebből kifolyólag ha másik címet kellene adni a sorozatnak talán a kegyetlen játékok felelne meg a legjobban. 
Ahogy említésre került viszonzatlan szerelmekről van szó, pontosabban szerelmi sokszögekről, ahonnan egy háromszöget lehet kiemelni; Kemal Soydere és Nihan Sezin szerelmét, Emir Kozcuoğlu nehezíti meg, mivel ő szerelmet táplál a fiatal nő felé, aki ezt semmibe veszi, ezért a férfi alvilági módszerekhez folyamodik annak érdekében, hogy Nihant tisztességtelenül megszerezze. Továbbá a Soydere, a Kozcuoğlu és az Alacahan családok múltbeli titkaira is fény derül.

## A főszereplőkről
Kemal Soydere: tisztességes, becsületes és szegény tradicionális külvárosi családból származik. Két testvére van: egy bátyja és egy húga. Foglalkozása bányamérnök. A törökországi hőerőmű igazgatója, aki üzleti viszonyba kerül Emir Kozcuoğluval. A történet során Kemal képviseli a pozitív oldalt, főleg az igazságot és az ide kapcsolható további erényeket, azonban amennyi bűnt elkövet a szerelme kiszabadítása érdekében, mégsem mondható igazán jónak – még ha ezt nehéz is elfogadni – sokkal inkább semlegessé válik a karakter. Számtalan árulást, valamint átverést kell megtapasztalnia családon belül is. A végjátékban hatalmas áldozatot fog hozni! 
Emir Kozcuoğlu: nagy vállalati múlttal rendelkező innovatív gazdag családból származik, akinek nehéz  gyerekkora volt. Több céget tömörítő holding igazgatója, amit az apjával közösen vezetnek. Az egész karakter egy rejtély. Ő képviseli a negatív oldalt, főleg a hazugságot és az ide kapcsolható további aljasságokat, azonban amennyi erőfeszítést tesz Nihan szerelmének elnyerése érdekében, illetve figyelembe véve kegyetlen neveltetését, mégsem mondható igazán rossznak. Győzni ellene tisztességes módszerekkel lehetetlen, és esély sincs rá,, akkora hatalma van. 
Nihan Sezin: rendkívüli nagy tehetség a festészet terén. A szülei vállalata csődbe ment, aminek a részvényeit Emir cége vásárolta fel, függővé téve őket. Hogy megmentse testvérét, férjhez megy Emirhez. A későbbikben is komoly áldozatokat hoz testvére Ozan Sezin, valamint kislánya érdekében. Sokszor tagadta meg Kemal szerelmét – összetörve őt ezzel – azért, hogy megmentse őt, a testvérét és a lányát is egyben. 

## Évadok
| Évad | Évad | Epizódok | Epizódok | Eredeti sugárzás     | Eredeti sugárzás | Magyar sugárzás    | Magyar sugárzás   |
| Évad | Évad | Török    | Magyar   | Évadpremier          | Évadfinálé       | Évadpremier        | Évadfinálé        |
| ---- | ---- | -------- | -------- | -------------------- | ---------------- | ------------------ | ----------------- |
|      | 1    | 35       | 114      | 2015. október 14.    | 2016. június 15. | 2016. november 24. | 2017. május 6.    |
|      | 2    | 39       | 130      | 2016. szeptember 21. | 2017. június 21. | 2017. október 25.  | 2018. április 27. |

|  | Alább a cselekmény részletei következnek! |

### Első évad (2015–2016)
Az egész évadon átívelő kérdés: valóban embert ölt Ozan Sezin?
2010-ben összeismerkedik két fiatal Kemal és Nihan, akik gyorsan egymásba szeretnek. Kemal ekkor fejezi be az egyetemet és az Alacahan társaság munkát ajánl neki Zonguldakban. Nihan beleegyezik abba, hogy vele fog tartani, később Kemál egy este megkéri a fiatal lány kezét, aki visszautasítja őt, mondván nem teheti meg (gazdag-szegény párosítás miatt a szülők egyébként is ellenezték a kapcsolatot). Nihan testvére Ozan erősen ittas állapotban úgy tűnik véletlenül megölt Emir és Rajmi nyaralójában egy fiatal lányt, akinek utóbbi segített eltussolni a gyilkosságot. Csakhogy annak érdekében, hogy ez így is maradhasson Nihannak kényszerből hozzá kell mennie Emirhez, aki a házasságért cserébe védelmet fog biztosítani a gyilkos testvérének. 4 évvel később 2014-ben az Alacahan társaság vezetője, Hakki Alacahan tudatosan megkéri Kemált, hogy térjen vissza Isztambulba pusztán üzleti okokból. 2015-ben ez meg is történik és Kemál gondolatai a bosszú körül járnak. Emir eleinte nem tudja, hogy a felesége és az üzlettársa korábban egy pár voltak, viszont erre csakhamar rájön. Noha Kemálban nem lát igazi ellenfelet Emir, mégis már az elején gyorsan megpróbálja tönkretenni őt, ellenben ő jól védi a támadásokat. Kemál gyűlölettel tért vissza szülővárosába, végtére is súlyos megpróbáltatáson kellett keresztülmennie (4 évig száműzetésben volt egy bánya fenekén), hiába próbálja Nihan megértetni vele, hogy ez a magatartás nem illik hozzá. Idővel Kemál gyanítani kezdi, hogy Emir és Nihan házassága nem valódi, csupán színjáték az egész, úgyhogy Nihan végső soron célszerűbbnek látja beavatni Kemált, miért is kellett évekkel korábban felborítani a kapcsolatukat. Innentől kezdve szemléletváltás következik be Kemál álláspontját tekintve, ezért elhatározza, hogy kiszabadítja szerelmét Emir fogságából. Amikor erre Emir rájön egyből megcélozza kíméletlenül Kemál naiv testvéreit, amelynek következtében Tarikot szándékosan alkalmazza, mint az egyik emberét, azután belekényszeríti egy gyilkosságba azért, hogy önmaga mellett tarthassa a férfit (amikor Kemál ezt megtudja, megpróbálja őt feladni a rendőrségen). Kemál kishúgával aljas módszerekkel elhiheti, hogy szerelmes belé éppen ezért semmire sem kényszeríti őt, mégis miután kihasználta a lányt, kidobja őt csúnyán megalázva. Ezekre az eseményekre csak később derül fény, különösképpen a Zeyneppel történtekre, ugyanis a lány úgy dönt, hogy bosszút fog állni Emiren, így összeházasodik titokban, ugyanakkor érdekből a belé szerelmes Ozan Sezinnel, hogy tönkretehesse a férfit, ámbár az iránta érzett szerelme miatt ezt aligha képes megvalósítani. Miután Kemál megértette, hogy becsületes eszközökkel lehetetlen Emir ellen harcolni, szövetkezik Zehirrel a környék leghíresebb tolvajával, akinek a segítségét felhasználva indul el ellenfele ellen. A férfi Emirt a kómában lévő anyjával támadja meg, amelynek eredményeképpen kideríti, hogy 25 évvel ezelőtt az apja Galip Kozcuoğlu a mélybe taszította az asszonyt, elvégre azt hitte, hogy Hakki Alacahan szeretője (akkoriban erről a férfiről ő nem tudott), valamint Galip félrevezetve Emirt azt állítva neki, hogy a nő Müjgan el akarta őket hagyni egy másik férfiért. A másik befolyásoló tényező, mely Emirt érzékenyen érinti egy zsaroló, aki 5 éve folyamatosan zaklatja őt jelentős pénzösszegekért cserébe a birtokában lévő felvételekkel arról az éjszakáról, amin Ozan megölte azt a fiatal lányt, miközben Kemál is nyomoz a különös zsaroló után. Kemál ahogy Nihannal együtt nyomoznak Ozan gyilkosságát illetőleg, úgy Emir zsarolója segít nekik és kiderül, hogy a fiú valójában nem is ölte meg azt a lányt, csak átverés volt az egész, következésképpen Nihan beadja a válókeresetet. Emir jól tudja, hogy ez nem így van, ez okból kifolyólag követeli a zsarolótól, hogy küldje el neki a rögzített felvétel azon részét, melyen egyértelműen látszanak a gyilkosság valódi nyomai, visszaszerezve ezzel Nihant. Ezen a ponton derül ki a néző számára, hogy Emir zsarolója valójában a testvére, akiről senki sem tudott, név szerint Asu Alacahan, Hakki Alacahan unokahúga (Kemál csak a második évadban fogja megtudni a testvéri viszonyt). A fiatal nő Kemál munkatársa és miatta költözött el Isztambulba, hiszen szereti őt és bármit megtenne érte. Kemál és Nihan megértik, hogy soha nem lehetnek együtt, ezért egyelőre feladják, mindazonáltal Emir a történtek után követeli, hogy el akar tölteni egy estét a feleségével, amire már 5 éve vár, abban a hotelszobában, ahol Kemál szállást adott neki. A nő ezt visszautasítva inkább a halálba menekül és megpróbál öngyilkos lenni. Felépülését követően Kemál mindenképpen megszökteti őt egy rendkívülien jól kivitelezett tervvel, mivelhogy megértette Ozannal, hogy nem menekülhet egész életében az általa elkövetett bűn miatt, ráadásul a felesége Zeynep teherbe esett, vagyis új életet kellene kezdeniük letudva a múltat. Bár Emir soha nem találná meg őket, hogy hová szöktek el, mégis Zeynep megváltoztatja az események kimenetelét, ugyanis nem tudja, hogy a gyerek valójában Emirtől vagy Ozantól van. Alkut köt a férfival, hogy amennyiben felfedi a kilétüket, megtarthatja a kisbabáját. Emir megfenyegeti Nihant, hogy ha nem tér vissza hozzá, akkor meg fogja ölni Kemált, úgyhogy hátrahagyva őt és ismét megtagadva a szerelmüket Emir mellett marad. Kemál és Nihan viszonya az évad utolsó negyedében nagyon megromlik, olyannyira, hogy Kemál elfogadja Asu szerelmét és megkéri a kezét, azt követően, hogy feladta a rendőrségen Ozant a terhelő bizonyítékokkal együtt, amik mindenesetre felmentenék őt, ez mégsem történik meg, hiszen Emir a saját javára fordítja Kemál tervét és kihozza belőle a maximumot. Asu nagybátyja tekintve, hogy a terve veszélybe került, kiadja Asut a bátyjának, Emirnek abban a hitben, hogy az egyikük meg fogja ölni a másikat. Azonban Asunak sikerült megmentenie az életét, mivel azok a felvételek, amik Emirt végleg elítélhetnék nála vannak, így kénytelenek szövetséget kötni. A végjátékban Kemál megérti, hogy mindenki hazudik neki, kiváltképpen Zeynepre kezd el gyanakodni, aki pusztán azért, hogy Emirt megvédje, fokozatosan elárulta őt és hazudott neki, tehát Kemál kihasználva az apasági tesztet, amit azért készítettek, mert Zeynepet megvádolták, hogy a gyerek nem Ozantól van, rászedi a lányt az igazság elmondására. Kemál Zeynep könnyes vallomásától felzaklatva Emir házához rohan, hogy puszta kézzel megölje Emirt, aki viszont fegyverrel várja, sőt, egyik embere lesben áll, hogy lelője  Kemált. A ház udvarán Kemál nekiront Emirnek, ordítva számom kérve rajta, hogy tönkre tette a húga életét, és megöléssel fenyegeti, mire Emir pisztolyt ránt, ami dulakodás közben véletlenül elsül, és Emir a földre rogy. Kemál döbbenten bejelenti, hogy gyilkosságot követett el. Ezzel az eseménnyel párhuzamosan Nihan megtudja, hogy várandós Kemáltól  a szökésük idején együtt töltött éjszaka következtében, ugyanakkor Ozan az előzetesben megkapja azokat a képeket, amiken világosan látszik, hogy felesége Emirnek a szeretője. Teljesen kiborul, telefonálni szeretne, rövid időre meg is engedik neki, Nihant próbálja hívni, de nem tudja elérni. Magába roskad, próbája megenni az ebédjét. Ebéd után ételmérgezést kap és kórházba kerül. Szülei meglátogatják, és felakasztva találják...

### Második évad (2016–2017)
Az egész évadon átívelő kérdés: ki ölte meg Ozan Sezint?
Kemál előre megfontolt szándékkal elkövetett gyilkossági kísérletért börtönbe kerül, Emir pedig kórházba az őt ért lövést követően. Szenvedéssel és gyötrelemmel kezdődik a második évad, mivel Kemál nem tudja elfogadni, hogy Nihan ellene fordult, mellesleg Emir műtétje során komplikációk lépnek fel, ennek okán az apjának az egész életét meghatározó döntést kell hoznia: golyóval a gerincében kell a jövőben élnie, fájdalomcsillapítókat szedve, máskülönben belehalhatott volna az operációba. Amíg Kemál börtönben van és Emir mozgásképtelen, addig Nihan a gyerekét szem előtt tartva megpróbál elszökni az országból, párhuzamosan, de nem együtt Zeyneppel, aki a szökés során elveszíti a magzatát. Hosszú idő elteltével a szökésben lévő Nihan világra hozza Londonban Kemál kislányát, míg Emir rájuk nem talál. Azután elrabolja tőle Denizt, kényszerítve őt ezzel a visszatérésre. Nihan többször szándékozik segítséget kérni a már szabad lábon lévő, és a gyermekéről semmit sem tudó Kemáltól, mielőtt újra Emir fogságába esne. A férfi azonban segítségnyújtás helyett könyörtelenül megalázza őt, úgyhogy Nihan annak érdekében, hogy visszakaphassa a lányát, újra Emir ellenőrzése alá kerül. A nő mindenesetre nem tervez örökre Emir mellett maradni, ugyanis az áll a tervében, hogy fokozatosan tönkre fogja tenni a férjét, miközben alattomosan elhiteti vele, hogy az ő szabályai szerint fog játszani. Kemál gyanítja, hogy Deniz az ő lánya, ezért miután megbüntette azokat az embereket, akik a börtönben megnehezítették az életét, nyomozásba kezd, viszont Nihan és Emir semmikképpen sem akarják, hogy Kemál megtudja az igazságot, mert abban az esetben elvenné tőlük a gyereket. Nihan gondosan vezet egy naplót a kislány mindennapjairól, amit akkor szeretne eljuttatni hozzá, amikor Deniz egy éves lesz. Nihan édesanyja Vildan azonban megtalálja a naplót, és eljuttatja mihamarabb Kemálhoz, csakhogy mindhiába, hiszen a férfi még így sem szerez tudomást a lányáról, elvégre az ő édesanyja találja meg a naplót. Fehime asszony később közli Nihannal, hogy a kicsiről a fia nem szerezhet tudomást, illetve Nihan tanulva a hibájából Ozant illetőleg, így eltitkolja Kemál elől az igazságot, ugyanis Emir és Kemál háborújának a vesztese biztosan Deniz lenne. Azt követően, hogy Kemállal elhitették Deniz nem az ő lánya, elhatározza, hogy feleségül fogja venni Asu Alacahant. A fiatal menyasszony mindazonáltal szövetséget köt Emirrel azért, hogy a testvéri viszonyuk soha nem derülhet ki, végtére is akkor Kemál haladéktalanul elhagyná őt. Kemál megérteti Nihannal, hogy noha ő juttatta fogdába a testvérét, mégis a haláláért nem ő a felelős, következésképpen ezen a ponton kerül közelebb egymáshoz elsőnek a két szereplő. Továbbá Ozan öngyilkosságával kapcsolatban próbál fogást találni Emiren, aki jól védekezik a kérdéses témakörben, ámbár Kemál ellensége gyenge pontját kihasználva, a kómában lévő édesanyjával akarja lassítani őt annak érdekében, hogy Nihannal zavartalanul nyomozhassanak. Emir nem hagyja ezt a lépést megtorlatlanul, úgyhogy először megpróbálja visszajuttatni Kemált a börtönbe sikertelenül, majd megzsarolva a húgát kikényszeríti tőle azokat a terhelő bizonyítékokat, amikkel képes tönkretenni Kemál vállalkozását, hiszen törvénytelenül vásárolt részvényeket a Kozguoglu társaságtól. Fordulópontok az évad közepe felé haladva, amikor Deniz elsőnek Emirt szólítja apának, amire senki sem számított és ennek eredményeképpen a férfi a későbbiekben sokkal jobban fog kötődni a kislányhoz, mint Nihanhoz, mivel kiváltotta belőle az önzetlenség érzését. Habár Kemál alapos nyomozással kideríti eközben, hogy Emir testvére Asu, mégis elveszi őt tudatosan feleségül, eltitkolva előle az igazságot, mivelhogy ezzel a cselekvéssel be akar kerülni Emir cégébe, ahol az első megmozdulása lesz, hogy Galipot eltávolítsa a vállalattól ugyanazzal a módszerrel, mint amit korábban Emir alkalmazott rajta. Közben újra napirendre kerül Kemál életében Deniz, mert az orvos, aki korábban elhitette vele, hogy nem az ő lánya Deniz, kiderül, hogy az a férfi valójában üzletember, amiért Kemál ismételten elkezd gyanakodni. Innentől kezdve sokkal felkészültebben kezd hozzá, jóllehet számtalan akadályt leküzdve, ezúttal sikerrel tudja meg, hogy Deniz az ő lánya. Azonnal megpróbálja elvenni a gyereket Nihantól, aki hiába adja át a korábban említett naplót Kemálnak, a férfi nem engedi meg, hogy továbbra is szórakozzanak vele. Végeredményben Nihan így kerül ismét kórházba egy autóbalesetből kifolyólag, melyet a kettejük veszekedése okozott, valamint Asu féltékenységéből elkövetett hirtelen felindulása, merthogy az egyik emberével megrongáltatta Nihan járművének fékberendezését. A balesetet követően Emir értelemszerűen gyanakodni kezd tekintve, hogy a szerencsétlenség körülményei tisztázatlanok. Csakhamar megbizonyosodik arról, hogy Kemál megtudta az igazságot Denizről, úgyhogy a bizalmasának segítségével két útlevelet szerez be azért, hogy az országból elvihesse a gyereket és az ehhez szükséges beleegyező nyilatkozatot Nihan aláírta, nem sejtve semmit az egész tervéről. Kemál és Nihan is mindeközben megértik, hogy Emir mindenre rájött, amiben az a félelmetes, hogy hallgat róla, ezért úgy határoznak, hogy a gyereküket kimenekítik Emir fogságából, mielőtt elvinné őt az országból. Kemál szüleire lenne bízva Deniz, amíg leszámolnak Emirrel és Rajmival, de hiába Kemál zseniális tervének, Emir a szöktetés pillanatában lebuktatja őket. Végső soron Kemált őrizetbe veszi a rendőrség emberrablási kísérlettel, figyelembe véve, hogy Deniz a törvény szerint Emir lánya. A veszteséget egyelőre elfogadva megint Ozan halála kerül napirendre, méghozzá folyamatosan tudatva a főhősökkel, hogy Kemál húgának, Zeynepnek köze volt a fiú halálához, elvégre bement hozzá a kórházba. Kemál és Nihan között űr keletkezik, amikor kiderül, hogy Zeynep a gyilkosa Ozannak, így ezzel a megmozdulással Emir és Asu elérik, hogy megint haragban legyenek egymással az ellenségeik. Az évad utolsó negyedében Asu megrendezi a saját gyilkosságát Kemál lakásában, mert Kemál és Emir megállás nélkül nyomoznak még mindig Nihan autóbalesete után, aminek a kiváltó oka többek között ő volt, továbbá jól tudja, hogy Ozan halálához is köze van. Ekkor jelenik meg egy új nyomozónő Mercan Yilmaz (Hakan Tandurak nyomozó Emir befolyása alatt áll), aki elsősorban Asu gyilkosságával kapcsolatban nyomoz, kiderítve Kemál és Emir nyomozásával, hogy az egész csak egy színjáték volt méghozzá Asu saját vérével. Másodsorban fényt derít Ozan gyilkosságára is, a holttest engedélyezett szakértői átvizsgálásával, ami rendkívülien összetett folyamat volt: valóban bement hozzá Zeynep a kórterembe, aki az őt gyalázó Ozant megpróbálta elhallgattatni egy párnával, viszont Tarik volt az, aki az egész helyszínt átrendezte a húga megvédése érdekében, mivelhogy azt hitte a lány megölte a férjét. Azonban nem Zeynep okozta a férje halálát, hanem az a méreginjekció, aminek a beadását Asu rendelte el, azzal az emberével, aki Nihan autóját rongálta meg. Amikor Zeynep úgy látta, hogy megfojtotta Ozant, valójában a beadott méreganyag kezdett el hatni, de a fiú még életben volt. A halál igazi oka az volt, hogy Tarik felakasztotta őt, végtére is Ozan halálát fulladás okozta, amit a kötélre nehezedő testsúly egésze váltott ki. Tarik ezt követően kettős gyilkosságért börtönbe kerül (a másik az első évadban a Karen Valery megölése volt), Galippal együtt, aki szintén börtönbe kerül, miután a felesége felébredt a kómából, vallomást tesz az ellene elkövetett sérelmek miatt. Emir ragaszkodása az anyja iránt gyűlöletté válik, mivel az asszony Galipot látja benne, illetve a saját múltját, ez okból elkezd a fia ellen ügyeskedni, amiért Emir feladja őt. Komoly fordulatot hoz, amikor kiderül, hogy Zeynep ismét terhes, csak ezúttal Emirtől, aki hallani sem akar a leendő fiáról és nem akarja a vezetéknevét neki adni. Az események előrehaladtával mégis elfogadja Zeynepet és elveszi őt feleségül, de csupán csak érdekből, hogy rajta keresztül árthasson ismét Kemálnak. A sors fintora, hogy az egyébként veszélyeztetett terhes Zeynepet elgázolják elveszítve ezzel megint a gyerekét. A továbbiakban Kemál eléri, hogy meghatározó választás elé kerüljön Emir, miszerint vagy lemond a cégről, vagy pedig Nihanról. Mivel lehetetlen helyzetbe hozta őt Kemál, így aláírja a válási papírokat. Ez a kiindulási pontja annak, hogy Emir mindenét elveszíti, úgyhogy valóra váltja az eddig hangoztatott fenyegetéseit, melynek eredményeképpen bármi áron tönkre akarja tenni Kemál és Nihan szerelmét. Tekintve, hogy nem tudja megakadályozni a kettőjük esküvőjét, úgy ördögi tervet eszel ki, amiben a végjátékot látja: Nihannak választania kell Deniz és Kemál között, vagyis csak az egyikőjüket mentheti meg. Miután Nihan lelőtte Kemált, kiderül, hogy tulajdonképpen készültek Emir támadására, ezért golyóálló mellényt vett fel a férfi óvintézkedés gyanánt. A rendőrség rajtaütése során Emir ismét golyót kap, keretes szerkezetbe foglalva ezzel a történetet, azonban ezúttal a hátába. A társa ellátja a sebét, ami időközben elfertőződik, ez okból kénytelen bemenni a kórházba, miközben elrabolják a rendőri védelem alatt lévő Nihant a célból kifolyólag, hogy a módszeresen átgondolt tervüket véghez tudják vinni. Emir jól tudja, hogy nem menekülhet, így túszul ejti a Kemálhoz legközelebb álló bizalmasait, hogy a kiszabadításukért cserébe ő megmenekülhessen. A folyamat kivitelezését követően Kemál rátalál egy sziklás domboldalon a megkötözött, ugyanakkor bebombázott Nihanra, akihez kizárt eljutnia, ugyanis az őt körülvevő területet olyan nyomásérzékelős taposóaknákkal szerelték fel, amiket nem lehetséges hatástalanítani. Kemál rálép az egyik aknára, eközben megjelenik Emir és kikapcsolja Nihan bombáját, csakhogy a nő felborítva a tervet, Kemál irányába kezd el szaladni és dacára annak, hogy Emir megpróbálja őt megállítani, mégis Emir is aknára lép. Nihan sikeresen kijut a csapdából, ahogy Emir aknáját is hatástalanítják a tűzszerészek, ellenben Kemálét már nem tudják. Az utolsó pillanatban Kemál megragadja Emir karját és úgy dönt, hogy mindkettőjüket a halálba röpíti, megmentve ezzel mindenkit a kettejük soha véget nem érő háborújától.
|  | Itt a vége a cselekmény részletezésének! |

## Szereplők

### Főszereplők
| Szereplő                        | Színész                | Évad | Magyar hang     |
| ------------------------------- | ---------------------- | ---- | --------------- |
| Kemal Soydere                   | Burak Özçivit          | 1-2  | Fehér Tibor     |
| Nihan Sezin/ Kozcuoğlu /Soydere | Neslihan Atagül Doğulu | 1-2  | Mórocz Adrienn  |
| Emir Kozcuoğlu †                | Kaan Urgancıoğlu       | 1-2  | Makranczi Zalán |

### Gyakori szereplők
| Szereplő                                    | Színész               | Évad | Magyar hang                                 |
| ------------------------------------------- | --------------------- | ---- | ------------------------------------------- |
| Hüseyin Soydere                             | Orhan Güner           | 1-2  | Barbinek Péter                              |
| Vildan Acemzade/ Sezin                      | Neşe Baykent          | 1-2  | Kovács Nóra                                 |
| Fehime Soydere                              | Zeyno Eracar          | 1-2  | Román Judit                                 |
| Tarık Soydere                               | Rüzgar Aksoy          | 1-2  | Géczi Zoltán                                |
| Ozan Sezin †                                | Barış Alpaykut        | 1    | Dékány Barnabás                             |
| Zeynep Soydere/Sezin / Kozcuoğlu / Tandurak | Hazal Filiz Küçükköse | 1-2  | Szabó Emília                                |
| Galip Kozcuoğlu                             | Burak Sergen          | 1-2  | Bezerédi Zoltán                             |
| Leyla Acemzade Kandarlı                     | Zerrin Tekindor       | 1-2  | Détár Enikő                                 |
| Asu Alacahan/Kozcuoğlu/ Soydere             | Melisa Aslı Pamuk     | 1-2  | Szilágyi Csenge                             |
| Tufan Kaner †                               | Ali Burak Ceylan      | 1-2  | Makray Gábor                                |
| Zehir Aydiner (Méreg)                       | Uğur Aslan            | 1-2  | Jászberényi Gábor                           |
| Hakan Tandurak nyomozó                      | Erhan Alpay           | 1-2  | Zöld Csaba (1. hang) Dévai Balázs (2. hang) |
| Mercan Yılmaz nyomozó                       | Gizem Karaca          | 2    | Kelemen Kata                                |
| Zehra Tozkan                                | Ece Müdessiroğlu      | 2    | Kiss Virág                                  |
| Ayhan Kandarlı                              | Kerem Alışık          | 2    | Kőszegi Ákos                                |

### Mellékszereplők
| Szereplő                | Színész         | Évad | Magyar hang      |
| ----------------------- | --------------- | ---- | ---------------- |
| Banu Akmeric Soydere    | Çağla Demir     | 1-2  | Laurinyecz Réka  |
| Yasemin                 | Nihan Aşıcı     | 1-2  | Eke Angéla       |
| Efsane                  | Deniz Marsan    | 1-2  | Dögei Éva        |
| Müjgan Kozcuoğlu        | Ayşen İnci      | 1-2  | Csere Ágnes      |
| Adem                    | Barış Kışlak    | 2    | Turi Bálint      |
| Eda                     | Ece Yaşar       | 2    | Csuha Borbála    |
| Şafak Tandurak          | Berk Güneşberk  | 2    | Nikas Dániel     |
| Mehmet Sahneleri        | Oral Özer       | 2    | Mészáros András  |
| Baran Tambur            | ????            | 2    | Vass Gábor       |
| Salih                   | Gökay Müftüoglü | 1    | Varju Kálmán     |
| Önder Sezin †           | Kürşat Alnıaçık | 1    | R. Kárpáti Péter |
| Hakkı Alacahan †        | Metin Coşkun    | 1    | Varga T. József  |
| Deniz Soydere Kozcuoglu |                 | 2    |                  |

### Magyar változat
- Magyar szöveg: Bernvalner Anita és Seres Bernadett, Szatmári Bence
- Hangmérnök: Halas Péter
- Vágó: Győrösi Gabriella
- Gyártásvezető: Vigvári Ágnes
- Szinkronrendező: Nikas Dániel
- Produkciós vezető: Bor Gyöngyi
- Stúdió: Masterfilm Digital / Direct Dub Studios

## Érdekességek
- A sorozat 2017-ben a Nemzetközi Emmy-gálán elnyerte a Legjobb Telenovella díját, így a Végtelen szerelem az első Emmy-díjat nyert török sorozat.
- Neslihan Atagül és Erhan Alpay később A nagykövet lánya című televíziós drámasorozatban is együtt szerepelt. Törökországban ezt a sorozatot is a Star TV sugározta 2019. december 16-tól 2021. május 11-ig, míg Magyarországon a TV2 kereskedelmi csatorna sugározta 2021. május 17-től 2022. február 3-ig.